# Izba Deputowanych (Chile)
Izba Deputowanych Chile – izba niższa chilijskiego Kongresu Narodowego. Składa się z 120 deputowanych wybieranych w systemie dwunominacyjnym – w każdym z 60 okręgów może być wybranych dwóch deputowanych przy czym każda partia bądź koalicja wystawić może jedynie dwóch kandydatów. W efekcie największe siły polityczne Chile Koalicja Partii na rzecz Demokracji i Alianza dzielą między siebie większość mandatów. System ten zapewnia stabilność sceny politycznej kraju.